# Ripper (videogioco)
Ripper è un videogioco di avventura del 1996, sviluppato e pubblicato da Take-Two Interactive per MS-DOS e Microsoft Windows.

## Trama
Ambientato a New York nel 2040, interpretiamo un reporter investigativo di nome Jack Quinlan. Il nostro scopo è indagare su misteriose e brutali uccisioni in serie che ricordano, per stile, quelle di Jack lo squartatore.

## Modalità di gioco
Ripper è una avventura grafica, che appartiene al sottogenere dei film interattivi: sono infatti presenti circa tre ore di spezzoni video, realizzati con attori reali (tra i quali Christopher Walken, Scott Cohen, Tahnee Welch, Burgess Meredith, Karen Allen, John Rhys-Davies, David Patrick Kelly, Ossie Davis e Paul Giamatti); nella colonna sonora è inoltre presente la canzone (Don't Fear) The Reaper dei Blue Öyster Cult. Appaiono molti enigmi in stile puzzle, sequenze arcade e quattro diversi finali. Il gioco occupa 6 CD-ROM.